# Ronald Dworkin
Ronald Myles Dworkin (Worcester, Massachusetts, Estados Unidos, 11 de diciembre de 1931 - Londres, Inglaterra, Reino Unido, 14 de febrero de 2013) fue un filósofo del derecho y catedrático de derecho constitucional. Su teoría del derecho es una de las contemporáneas más influyentes respecto de la naturaleza del derecho. Según The Journal of Legal Studies, fue el segundo autor estadounidense del siglo XX más citado en el campo del Derecho.

## Biografía
Dworkin nació en la ciudad de Worcester, Massachusetts. Sus padres se separaron cuando él tenía una corta edad. Su madre, Madeline, trabajó como profesora de música para mantenerlo a él y a sus dos hermanos. Dworkin estudió en la Universidad de Harvard y en el Magdalen College (Oxford), donde fue becario Rhodes y estudiante de Sir Rupert Cross. Trabajó como ayudante del juez Learned Hand, y en un despacho de abogados de Nueva York. Su carrera como profesor de Jurisprudencia (Teoría del Derecho) comenzó en la Universidad de Yale, en la Cátedra Wesley N. Hohfeld.
Desde 1969 fue profesor en la Universidad de Oxford, donde sucedió a H. L. A. Hart, uno de los filósofos del Derecho más destacados del siglo XX. También impartió clases de Derecho y Filosofía en el University College London, y en la Universidad de Nueva York.
Falleció el 14 de febrero de 2013 en Londres, a los 81 años edad, a causa de la leucemia que padecía.

## Pensamiento
El primer trabajo relevante de Dworkin (traducido en castellano como "¿Es el Derecho un sistema de normas?”) se publicó en 1969. En este artículo se formulaba una crítica del positivismo analítico, representado por H.L.A. Hart, y que tiene predecesores en autores como J. Bentham y J. Austin. Para Dworkin, el modelo positivista sólo tiene en cuenta las normas jurídicas, y deja sin explicar correctamente otros componentes del Derecho de gran importancia, como los principios. Dworkin rechaza asimismo la tesis de la separación entre Moral y Derecho. Este artículo de 1969 fue posteriormente reeditado en su libro La Filosofía del Derecho complilado por el mismo Dworkin como un capítulo, libro traducido y publicado por Fondo de Cultura Económica en 1980 y 2014. En Taking Rights Seriously convierte la estructura de los principios jurídicos en el fundamento de un gran ataque contra la versión del positivismo jurídico de H. L. A. Hart.
Según Dworkin, todos los casos posibles cuentan con una única respuesta correcta (“one right answer”): la teoría jurídica debe suministrar una explicación y una justificación coherentes a todo el ordenamiento jurídico, y ello exige ofrecer una respuesta a todos los casos que puedan surgir. El ordenamiento jurídico no tiene lagunas ni antinomias. Otra conocida idea de Dworkin es la visión "narrativa" de la interpretación jurídica. Como en una novela a cuatro manos, en la que cada autor toma la narración donde el otro la dejó, los jueces han de aplicar el Derecho en un momento dado tomando los antecedentes como son, apoyándose en las soluciones encontradas anteriormente, y a partir de éstas, de forma coherente, elaborando nuevas respuestas. Es la idea del Derecho como integridad.
La filosofía jurídica de Dworkin se basa en la existencia de derechos individuales, concebidos como "triunfos frente a la mayoría". Los derechos morales de las personas prevalecen sobre los fines colectivos. Las políticas del gobierno sólo son legítimas en cuanto respetan los derechos.
Para Dworkin, el mantenimiento de una sociedad liberal implica un compromiso con una forma concreta de interpretar su sistema jurídico en clave de libertad, por lo que el Estado ha de conservar su independencia con respecto de las diferentes concepciones particulares de la justicia. Dworkin fue dedicando, progresivamente, mayor atención a la filosofía política (como hizo, por ejemplo, Norberto Bobbio) y se implicó en la defensa de diferentes causas desde una perspectiva progresista. Así, entró en cuestiones como el aborto y la eutanasia en su obra Life’s Dominion (1993), en los problemas de las libertades civiles en Freedom’s Law (1996), y abordó el tema de la igualdad en Sovereign Virtue (2000).
Dworkin rechaza el paradigma clásico de la libertad negativa, formulado por Isaiah Berlin. La libertad civil carece de significación moral si la persona no puede ejercitar en la práctica esa libertad, como sucede si se carece de medios y recursos para ello (educación, asistencia sanitaria cultura...). Para Dworkin, las personas son sujetos autónomos, con igual derecho a ser respetados en sus convicciones, y con igual derecho a valerse de los recursos necesarios para poder llevar a cabo una vida digna en igualdad de condiciones respecto a todos los demás.
En sus últimas intervenciones, y en su obra Is Democracy Possible Here?, Dworkin criticó la “Patriot Act” y las medidas antiterroristas del gobierno de G. W. Bush, que entendía chocaban con la Constitución y con la tradición política de EE. UU.; rechazó que los derechos individuales debieran subordinarse a la seguridad nacional, y mostró preocupación por las escasas reacciones que la legislación antiterrorista venía provocando en la opinión pública.

## Reconocimientos
Dworkin era miembro de la Academia Británica y de la Academia Americana de Artes y Ciencias. Fue nombrado doctor honoris causa por la Universidad de Buenos Aires.
En el año 2006 recibió el Premio Internacional de Investigación en Derecho "Dr. Héctor Fix-Zamudio" del Instituto de Investigaciones Jurídicas de la Universidad Nacional Autónoma de México.
Por su contribución a la filosofía del derecho y la filosofía política, Dworkin recibió en el año 2007 el premio Holberg reconociendo sus "innovaciones en el trabajo académico de impacto mundial".
Este premio, dotado con más de medio millón de euros, fue creado en 2003 y es concedido por la Universidad de Bergen, en Noruega ().
En el año 2012 Dworkin recibió el Premio Balzan por la teoría y filosofía del derecho.

## Obras
- Taking Rights Seriously. Cambridge, MA: Harvard University Press, 1977 (trad. cast., Los derechos en serio, Ariel, Barcelona, 1984).
- The Philosophy of Law (Oxford Readings in Philosophy). Ed. New York: Oxford University Press, 1977 (trad. cast., La Filosofía del Derecho, F.C.E., México, 1980).
- A Matter of Principle. Cambridge, MA: Harvard University Press, 1985.
- Law's Empire. Cambridge, MA: Harvard University Press, 1986 (trad. cast., El imperio de la justicia, Gedisa, Barcelona, 1988).
- Philosophical Issues in Senile Dementia. Washington D. C.: U.S. Government Printing Office, 1987.
- A Bill of Rights for Britain. Ann Arbor, MI: University of Michigan Press, 1990.
- Foundations of Liberal Equality, University of Utah Press, Salt Lake City, 1990 (trad. cast., Ética privada e igualitarismo político, Paidós - ICE UAB, Barcelona, 1993).
- Life's Dominion: An Argument About Abortion, Euthanasia, and Individual Freedom. New York: Alfred A. Knopf, 1993.
- Freedom's Law: The Moral Reading of the American Constitution. Cambridge, MA: Harvard University Press, 1996.
- Sovereign Virtue: The Theory and Practice of Equality. Cambridge, MA: Harvard University Press, 2000.
- A Badly Flawed Election: Debating Bush v. Gore, the Supreme Court, and American Democracy. Ed. New York: New Press, 2002.
- From Liberal Values to Democratic Transition: Essays in Honor of Janos Kis. Ed. Budapest: Central European University Press, 2004.
- Justice in Robes. Cambridge, MA: Harvard University Press, 2006.
- Is Democracy Possible Here? Principles for a New Political Debate. Princeton, NJ: Princeton University Press, 2006.
- The Supreme Court Phalanx: The Court's New Right-Wing Bloc. New York: New York Review Books, 2008.
- Justice for Hedgehogs. Cambridge, MA: Harvard University Press, 2011 (trad. cast., Justicia para erizos, Fondo de Cultura Económica - Argentina, México, 2014).
- Religion without God. D.R., 2013 (trad. cast., Religión sin Dios, Fondo de Cultura Económica - Argentina, España, México, 2014).